# Ethel Mary Smyth

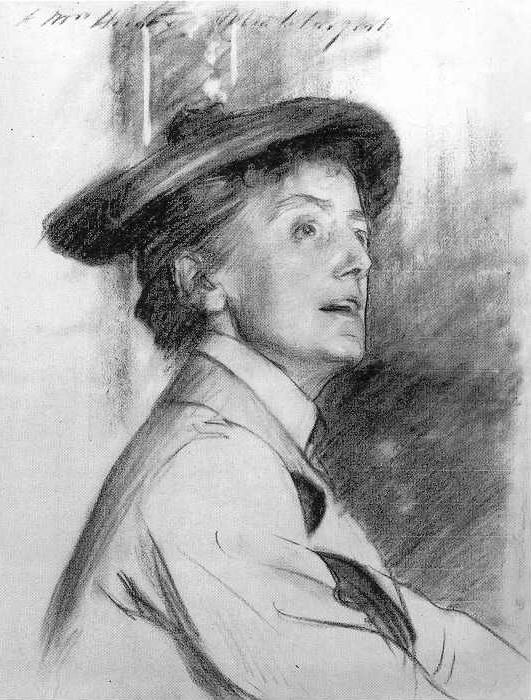
Ethel Mary Smyth, 1901, krijttekening van John Singer Sargent in de National Portrait Gallery (Londen)

Dame Ethel Mary Smyth, Dame Commander (DBE) (Sidcup, 23 april 1858 - Woking (Surrey), 8 mei 1944) was een Engelse componiste, dirigent, schrijfster en leider van de Suffragettesbeweging.

## Levensloop
Ethel Mary Smyth kwam uit een Victoriaanse familie uit de bovenste middenklasse en was al in haar jeugdjaren rebels. Zij groeide op in Frimley in de buurt van Aldershot, in het zuiden van Engeland, in een gezin met acht kinderen. Haar vader was generaal en haar moeder van Franse nationaliteit; zij kon ook later beter de Franse taal spreken, dan de Engelse. Omdat er in de familie een gouvernante was, die aan het conservatorium van Leipzig afgestudeerd was als pianiste, leerde Ethel Mary al vroeg de muziek van Ludwig van Beethoven, Franz Schubert en Robert Schumann kennen en daarom wilde ze ook in Leipzig gaan studeren.
Vanwege de hardnekkige weerstand van haar vader ging zij pas in 1877 voor de compositiestudie aan de Felix Mendelssohnschool voor muziek en theater naar Leipzig. Maar zij was in Leipzig niet erg gelukkig met haar leraren, onder ander met Carl Reinecke van wie zij compositieles kreeg. Naar haar mening waren de professoren niet ernstig genoeg, zij kwamen meestal te laat naar het college en waren niet zeer geïnteresseerd in de partituren van hun leerlingen. Na iets meer dan een jaar verliet zij het conservatorium. Maar zij behield nauwe contacten met de familie Röntgen en Engelbert Röntgen de toenmalige leider van het Gewandhausorchester Leipzig heeft haar aangemoedigd met haar composities verder te gaan. Ook het financieel bemiddelde echtpaar Herzogenberg gaf haar veel steun. Heinrich von Herzogenberg gaf haar, nadat zij het conservatorium verlaten had, privélessen in compositie. In het huis van het echtpaar Herzogenberg nam zij intensief aan het cultuurleven in de stad Leipzig deel. Zij leerde belangrijke componisten en kunstenaars persoonlijk kennen, zoals Clara Schumann, Anton Rubinstein, Max Friedländer, Edvard Grieg en Johannes Brahms.
In de herfst van 1882 vertrok zij voor korte tijd naar Florence. Zij woonde daar bij een zuster van Elisabeth von Herzogenberg, namelijk Julia Brewster. Zo leerde zij ook de echtgenoot van Julia kennen, de filosoof en schrijver Henry "Harry" Brewster. Hoogstwaarschijnlijk haar enige mannelijke geliefde. Zij werkten verschillende malen samen. Hij schreef enkele libretto's voor haar.
In 1887 kwam zij naar Leipzig terug, waar zij kennis maakte met de Russische componist Pjotr Iljitsj Tsjaikovski. Hij beïnvloedde haar compositorische ontwikkeling en gaf haar het advies, zich vooral op het gebied van de instrumentatieleer verder te bekwamen. Het leidde ertoe, dat zij zich steeds meer bezig ging houden met muziek voor groot orkest.
In 1890 maakte zij haar debuut in Engeland met haar "Serenade in D" in het Crystal Palace. Haar "Mis in D" voor koor en orkest droeg ze op aan de aantrekkelijke Pauline Trevelyan, dochter uit een Engels-Iers Rooms-Katholiek gezin, waar ze enige tijd bij verbleef. Ook het geloof van dit gezin intrigeerde haar, hoewel ze zich nooit bekeerde van het Anglicanisme naar het Rooms-Katholicisme. Met de mis oogstte zij in 1893 in de Royal Albert Hall veel succes. George Bernard Shaw schreef een lovende kritiek. Helaas had zij met haar opera's in het Verenigd Koninkrijk niet zoveel geluk. Zij vond in Engeland geen theater dat een van haar opera's wilde programmeren.
Nadat Ethel Smyth erin geslaagd was groothertog Karel Alexander van Saksen-Weimar-Eisenach voor haar werk te interesseren, ging haar opera Fantasio in 1898 aan het hoftheater in Weimar in première. Vervolgens ging haar opera Der Wald in 1902 aan de Staatsopera Berlijn in première, maar het publiek was er niet van onder de indruk. In hetzelfde jaar werd deze opera ook opgevoerd in het Royal Opera House in Covent Garden, maar pas de uitvoering aan de New Yorkse Metropolitan Opera in 1903 was een groot succes.

### Ethel Smyth en de vrouwenbeweging
Ethel Smyth onttrok zich lange tijd aan de steun van de vrouwenbeweging in Engeland. Voor haar was een politiek engagement niet verenigbaar met haar creativiteit als kunstenaar en componist. In 1908 verliet zij opnieuw Engeland om niet bij de toenemend radicale debatten over het vrouwenkiesrecht betrokken te raken.
Zowel de Engelse feministe Emmeline Pankhurst alsook Rhoda Garrett hadden tevoren geprobeerd, Ethel Smyth voor hun doel te winnen. Eerst het overlijden van Henry Brewster in 1908, dat bij haar een lang aanhoudende persoonlijke crisis veroorzaakte en lange discussies met de dramaticus Hermann Bahr uit Wenen en zijn echtgenote Anna von Mildenburg, een beroemde zangeres, leidde ertoe, dat Ethel Smyth in 1910 lid werd van de militante Engelse feministen en eveneens lid werd van de organisatie The Women's Social and Political Union. Maar zij componeerde verder en zo ontstonden in 1910-1911 de Songs of sunrise, voor vrouwenkoor a capella. Het 3e lied daaruit The March of the Women werd de hymne en het strijdlied van de Suffragettes waarvan ze ook lid was.
Ethel Smyth steunde twee jaren tot de uitbraak van de Eerste Wereldoorlog intensief de doelen van de Britse vrouwenbeweging. Na de oorlog werd in het Verenigd Koninkrijk het vrouwenkiesrecht ingevoerd.

### De componiste Ethel Smyth
Na twee jaren strijd voor de doelen van de Engelse Suffragettes concentreerde zij zich weer op het componeren. Tijdens een reis naar Egypte begon zij met een nieuwe opera, The Boatswain's Mate. Maar ten gevolge van de uitbraak van de Eerste Wereldoorlog ging zij naar Frankrijk en werkte van 1915 tot 1918 in de buurt van Vichy als verpleegster en röntgenassistente. In Vichy ontdekte zij haar andere talent. Zij begon het eerste van haar autobiografische werken te schrijven. Direct na de publicatie boekte zij groot succes, wat tot bijeffect had, dat op basis van haar nu bereikte populariteit na 1920 vele van haar composities uitgevoerd werden, radioproducties met haar werken werden gemaakt en de dirigent Sir Thomas Beecham het werk The Prison voor de BBC in productie nam.
Ethel Smyth heeft een compositorisch oeuvre achterlaten, dat van kamermuziek, over madrigalen en koorwerken en opera's tot symfonieën gaat, alhoewel haar oeuvre in zijn totaliteit niet al te groot is.
In 1922 werd zij benoemd tot Dame Commander of the Order of the British Empire (DBE). In 1930 dirigeerde zij een politieharmonieorkest bij de uitvoering van haar The March of Women ter gelegenheid van de onthulling van een levensgroote standbeeld van Emmeline Pankhurst in de Victoria Tower Gardens in Londen.
Op het einde van haar leven was ze verliefd op Virginia Woolf.  Er bestaat dan ook een hele reeks brieven tussen beide vrouwen.

## Composities

### Werken voor orkest
- 1878-1884 Symfonie, voor klein orkest
- 1883 Prelude and Fuge for Thin People
- 1889-1890 Serenade in D
- 1928 Concert, voor viool, hoorn en orkest

### Missen en gewijde muziek
- 1893 Mass in D, voor gemengd koor en orkest

### Muziektheater

#### Opera's
| Voltooid in                  | titel                                                   | aktes  | première                                     | libretto                                                                                               |
| ---------------------------- | ------------------------------------------------------- | ------ | -------------------------------------------- | --- |
| 1892-1894; bewerkt:1898-1899 | Fantasio                                                |        | 1898, Weimar, Hoftheater                     | Henry Brewster en de componiste, naar Alfred de Musset                                                 |
| 1899-1901                    | Der Wald                                                |        | 9 april 1902, Berlijn, Hofoper (Staatsopera) | Henry Brewster en de componiste                                                                        |
| 1902-1904; bewerkt:1909-1916 | Les naufrageurs of The Wreckers                         |        | 11 november 1906, Leipzig                    | Henry Brewster en de componiste                                                                        |
| 1913-1914; bewerkt: 1921     | The Boatswain's Mate; Duitse vertaling: Der gute Freund | 1 akte | 28 januari 1916, Londen, Shaftesbury Theatre | van de componiste, naar W.W. Jacobs gelijknamig verhaal; Duitse vertaling van Rudolph Stephen Hoffmann |
|                              | Entente cordiale                                        |        | niet bekend                                  | van de componiste                                                                                      |

#### Balletten
| Voltooid in | titel        | aktes  | première    | libretto                                                                 | choreografie |
| ----------- | ------------ | ------ | ----------- | ------------------------------------------------------------------------ | ------------ |
| 1921-1922   | Fête galante | 1 akte | niet bekend | de componiste en Edward Shanks, naar Maurice Barings gelijknamig verhaal |              |

### Werken voor koor
- 1910-1911 Songs of sunrise, voor vrouwenkoor a capella
- 1911 Hey Nonny No, voor gemengd koor en orkest
- 1912 Sleepless dreams, voor gemengd koor en orkest

### Vocale muziek
- 1877 Lieder und Balladen, voor bariton en piano, op. 3
- 1877 Lieder, voor bariton en piano, op. 4
- 1879 Eight Songs, voor zangstem en piano naar Duitse teksten
- 1913 Three moods of the sea, voor bariton en piano
- 1930 The Prison, voor solisten, gemengd koor en orkest
- Moods of the sea, voor zangstem en piano

### Kamermuziek
- 1880 Sonate c-klein, voor cello en piano
- 1883 Strijkkwintet E-groot, voor 2 violen, altviool en 2 celli, op. 1
- 1884 Strijkkwintet b-klein
- 1887 Sonate a-klein, op. 5
- 1887 Sonate a-klein, voor viool en piano, op. 7
- 1902-1912 Strijkkwartet e-klein
- 1928 Variaties over „Bonny Sweet Robin“, voor dwarsfluit, hobo en piano

### Werken voor orgel
- 1887 Vijf Koraalpreludes, voor orgel

### Werken voor piano
- 1877 Sonate Nr. 2 cis-klein „Geistinger Sonate“
- Sonate Nr. 1 C-groot
- Sonate Nr. 3 D-groot

## Boeken en publicaties
- 1919 - Impressions That Remained. Memoirs. Vol. I; Vol. II. London, Longmans, Green & Co.
- 1921 - Streaks Of Life. London, Longmans, Green & Co.
- 1927 - A Three-Legged Tour in Greece (March 24 – May 4, 1925). London, William Heineman
- 1928 - A Final Burning of Boats, etc.. New York, Longmans, Green & Co.
- 1933 - Female Piping in Eden
- 1935 - Beecham and Pharaoh
- 1936 - As time went on. London, Longmans, Green & Co.
- 1936 - Inordinate Affection
- 1938 - Maurice Baring. London, William Heineman
- 1940 - What Happened Next. London, Longmans, Green & Co.
- 1941 - A Fresh Start. Ann Arbor: University of Michigan, Special Collections Harlan Hatcher Graduate Library. Ongepubliceerd manuscript